# Супрун, Андрей Анатольевич
Андрей Анатольевич Супрун — начальник спецподразделения СБУ «Альфа», генерал-майор (2009).

## Биография
После срочной службы в советской армии работал в органах внутренних дел, затем семь лет в «Альфе». Впоследствии занимался преподавательской деятельностью, возглавлял кафедру в Академии СБУ. 2 сентября 2009 назначен руководителем Центра специальных операций «А» СБУ. В сентябре 2009 полковник А. А. Супрун, только что назначенный командиром спецназа СБУ, присутствовал в Москве на 75-летии Героя Советского Союза генерала Г. Н. Зайцева.

### Звания
- полковник;
- генерал-майор (2009).

### Награды
23 января 2009 награждён медалью «За воинскую службу Украине».